# 第63回皐月賞
2003年4月20日に施行された第63回皐月賞について記述する。

## レース施行時の状況
きさらぎ賞、スプリングステークスの覇者ネオユニヴァースが最有力候補と目され、その対抗として、札幌2歳ステークスを快勝し、スプリングステークス2着ながらデビュー時から高い素質を評価されていたサクラプレジデント、さらに前年の2歳王者で弥生賞覇者のエイシンチャンプ、全姉にトゥザヴィクトリーを持つ良血サイレントディール、ラジオたんぱ杯2歳ステークス覇者のザッツザプレンティの名が挙がる。故障により離脱した有力馬は特におらず、実績馬は順調に皐月賞まで駒を進めてきた。

### トライアルの結果
第40回弥生賞
| 着順 | 競走馬名           | 性齢 | 騎手     | タイム | 着差 |
| ---- | ------------------ | ---- | -------- | ------ | ---- |
| 1    | エイシンチャンプ   | 牡3  | 福永祐一 | 2.02.3 |      |
| 2    | スズノマーチ       | 牡3  | 横山典弘 | 2.02.3 | ハナ |
| 3    | コスモインペリアル | 牡3  | 柴田善臣 | 2.02.3 | ハナ |

若葉ステークス
| 着順 | 競走馬名           | 性齢 | 騎手     | タイム | 着差 |
| ---- | ------------------ | ---- | -------- | ------ | ---- |
| 1    | アドマイヤグルーヴ | 牝3  | 武豊     | 2.03.1 |      |
| 2    | ビッグコング       | 牡3  | デムーロ | 2.03.1 | ハナ |

※アドマイヤグルーヴは牝馬のため桜花賞に向かう。
第52回スプリングステークス
| 着順 | 競走馬名           | 性齢 | 騎手     | タイム | 着差     |
| ---- | ------------------ | ---- | -------- | ------ | -------- |
| 1    | ネオユニヴァース   | 牡3  | デムーロ | 1.48.2 |          |
| 2    | サクラプレジデント | 牡3  | 田中勝春 | 1.48.4 | 1馬身1/4 |
| 3    | マイネルイェーガー | 牡3  | 蛯名正義 | 1.48.8 | 2馬身1/2 |

## 出走馬と枠順
| 枠番 | 馬番 | 競走馬名           | 性齢 | 騎手       | オッズ        | 調教師     |
| ---- | ---- | ------------------ | ---- | ---------- | ------------- | ---------- |
| 1    | 1    | ビッグコング       | 牡3  | 後藤浩輝   | 77.7（15人）  | 中尾正     |
| 1    | 2    | ラントゥザフリーズ | 牡3  | 藤田伸二   | 29.7（8人）   | 山内研二   |
| 2    | 3    | ネオユニヴァース   | 牡3  | M.デムーロ | 3.6（1人）    | 瀬戸口勉   |
| 2    | 4    | ダイワセレクション | 牡3  | 菊沢隆徳   | 67.0（14人）  | 二ノ宮敬宇 |
| 3    | 5    | エースインザレース | 牡3  | 石崎隆之   | 56.1（12人）  | 鮫島一歩   |
| 3    | 6    | サクラプレジデント | 牡3  | 田中勝春   | 4.3（2人）    | 小島太     |
| 4    | 7    | スズノマーチ       | 牡3  | 横山典弘   | 15.6（6人）   | 藤沢和雄   |
| 4    | 8    | テイエムリキサン   | 牡3  | 池添謙一   | 23.6（7人）   | 福島勝     |
| 5    | 9    | クレンデスターン   | 牡3  | 吉田豊     | 205.0（18人） | 音無秀孝   |
| 5    | 10   | ブラックカフェ     | 牡3  | 蛯名正義   | 43.1（9人）   | 小島太     |
| 6    | 11   | ザッツザプレンティ | 牡3  | 安藤勝己   | 6.6（5人）    | 橋口弘次郎 |
| 6    | 12   | サイレントディール | 牡3  | 武豊       | 6.4（4人）    | 池江泰郎   |
| 7    | 13   | チキリテイオー     | 牡3  | 勝浦正樹   | 165.0（17人） | 西橋豊治   |
| 7    | 14   | エイシンチャンプ   | 牡3  | 福永祐一   | 6.1（3人）    | 瀬戸口勉   |
| 7    | 15   | コスモインペリアル | 牡3  | 柴田善臣   | 47.9（10人）  | 清水利章   |
| 8    | 16   | ブルーコンコルド   | 牡3  | 秋山真一郎 | 52.2（11人）  | 服部利之   |
| 8    | 17   | タイガーモーション | 牡3  | 江田照男   | 106.0（16人） | 国枝栄     |
| 8    | 18   | ホシコマンダー     | 牡3  | 四位洋文   | 59.5（13人）  | 増本豊     |

## レース結果
| 着順 | 枠番 | 馬番 | 競走馬名           | タイム | 着差     |
| ---- | ---- | ---- | ------------------ | ------ | -------- |
| 1    | 2    | 3    | ネオユニヴァース   | 2.01.2 |          |
| 2    | 3    | 6    | サクラプレジデント | 2.01.2 | アタマ   |
| 3    | 7    | 14   | エイシンチャンプ   | 2.01.8 | 3馬身1/2 |
| 4    | 1    | 2    | ラントゥザフリーズ | 2.01.9 | クビ     |
| 5    | 8    | 18   | ホシコマンダー     | 2.02.0 | 3/4馬身  |
| 6    | 6    | 12   | サイレントディール | 2.02.1 | 1/2馬身  |
| 7    | 1    | 1    | ビッグコング       | 2.02.2 | クビ     |
| 8    | 6    | 11   | ザッツザプレンティ | 2.02.2 | クビ     |
| 9    | 4    | 7    | スズノマーチ       | 2.02.3 | クビ     |
| 10   | 4    | 8    | テイエムリキサン   | 2.02.3 | クビ     |
| 11   | 3    | 5    | エースインザレース | 2.02.4 | 1/2馬身  |
| 12   | 2    | 4    | ダイワセレクション | 2.02.4 | ハナ     |
| 13   | 8    | 16   | ブルーコンコルド   | 2.02.6 | 1馬身1/4 |
| 14   | 5    | 9    | クレンデスターン   | 2.02.6 | アタマ   |
| 15   | 7    | 15   | コスモインペリアル | 2.02.8 | 1馬身    |
| 16   | 7    | 13   | チキリテイオー     | 2.02.8 | アタマ   |
| 17   | 8    | 17   | タイガーモーション | 2.03.5 | 4馬身    |
| 18   | 5    | 10   | ブラックカフェ     | 2.03.5 | クビ     |

### レース展開
チキリテイオーとエースインザレースがレースを引っ張る展開。それに掛かり気味にザッツザプレンティも競りかけるが、比較的平均ペースで流れる。4コーナーを回って直線で完全にサクラプレジデントが抜け出し、そのまま押し切るかと思われたが、内から伸びたネオユニヴァースがアタマ差差し切って優勝した。3着には3馬身1/2差でエイシンチャンプが入り、上位人気同士の決着となった。

#### データ
| 1000m通過タイム     | 1分1秒（チキリテイオー） |
| 上がり4ハロン       | 46.9秒                   |
| 上がり3ハロン       | 34.7秒                   |
| 優勝馬上がり3ハロン | 34.3秒                   |

## レースの記録
- 優勝馬ネオユニヴァース。ここまで6戦3勝。父サンデーサイレンス。母ポインテッドパス。母の父クリス。この後日本ダービーを制し、秋の菊花賞は3着で史上14頭目の二冠馬。生涯通算13戦7勝。瀬戸口勉調教師とミルコ・デムーロ騎手は初勝利。
- ミルコ・デムーロは日本のクラシック競走初制覇。前年ノーリーズンで皐月賞を制したブレット・ドイルに続き2年連続で外国人騎手が皐月賞を制した。
- 2着サクラプレジデント。3着エイシンチャンプ。4着ラントゥザフリーズ。
- 8着ザッツザプレンティ。秋に菊花賞を制す。
- 13着ブルーコンコルド。この後ダート路線に変更して以降、マイルチャンピオンシップ南部杯3連覇や東京大賞典を含むダートG1を7勝する。
- 17着タイガーモーション。外国産馬として史上初めて出走。

## レースにまつわるエピソード
- ネオユニヴァースとサクラプレジデントが並んでゴールしたが、ネオユニヴァースが僅かにクビ差上回った。ゴール直後にネオユニヴァースに騎乗していたデムーロがすぐ横にいたサクラプレジデント騎乗の田中勝春の頭を叩いて健闘を称えながら喜んでいた。